# Dukono
Dukono je aktivní vulkanický komplex, dosahující nadmořské výšky 1273 metrů, který se nachází v severní části indonéského ostrova Halmahera. Komplex představuje soubor několika stratovulkánů a překrývajících se kráterů. Je to jedna z nejaktivnějších sopek země, i když erupce jsou nedostatečně zdokumentovány.[zdroj?]
Sopka prakticky nepřetržitě eruptuje od roku 1933. Je neustále vysoce aktivní, například v období od 1. do 19. srpna 2024 zde seismologové zaznamenali více než dva tisíce erupcí různé síly. Oblaka šedobílého popela během těchto erupcí stoupala až do výšky jednoho kilometru. V období vysoké aktivity platí pro lidi zákaz přiblížit se k sopce na menší vzdálenost, než 3,2 kilometrů.Obdobné varování platilo i v červenci roku 2025, kdy erupce sopky Dukono pokračovaly.

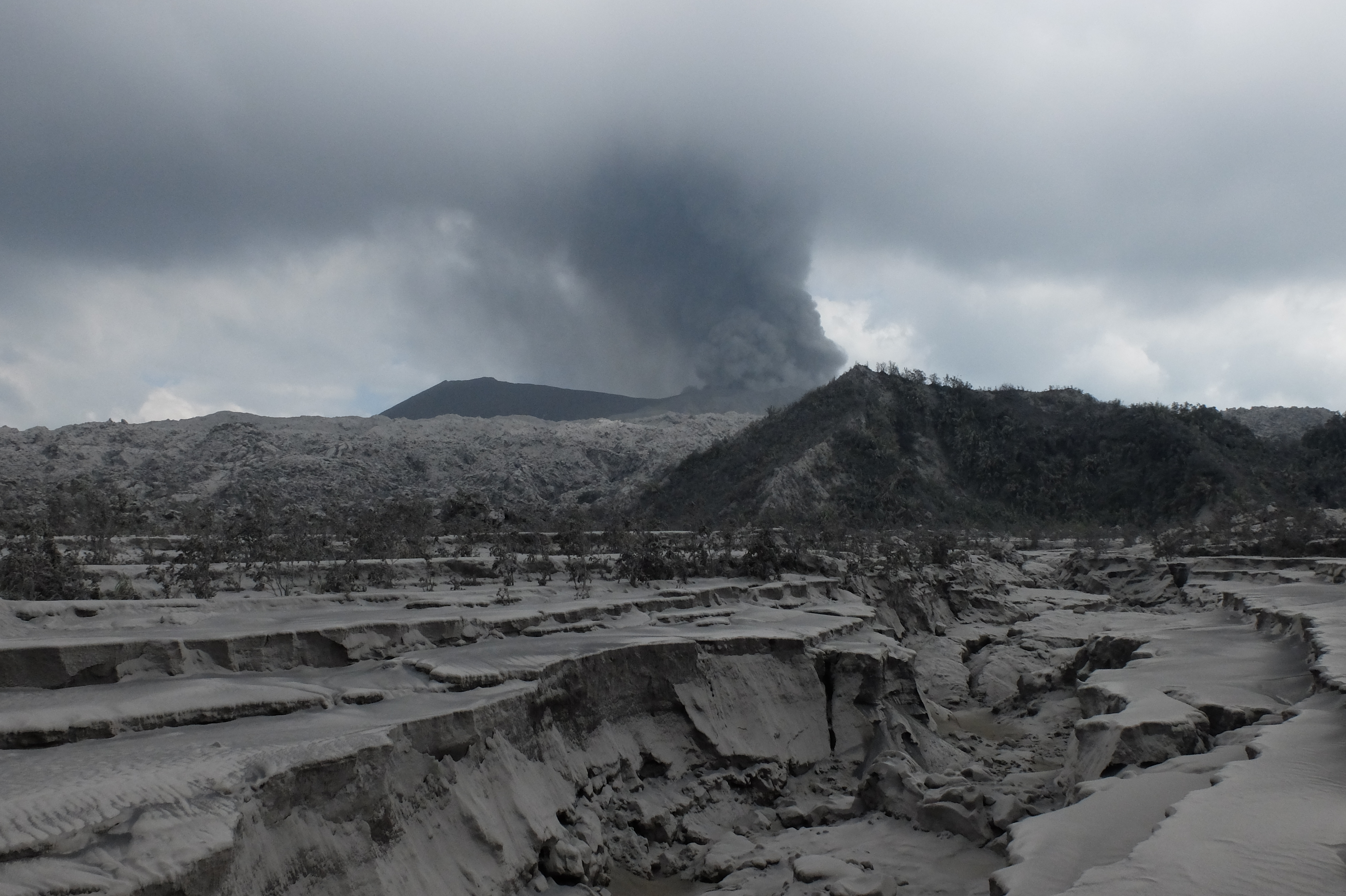
Dukono patří mezi nejaktivnější indonéské sopky

## Seznam vulkanických forem komplexu Dukono
- Stratovulkán
  - Kariang
  - Gunung Mamuya – 933 m
  - Malupang Wariang – 1 335 m
- Krátery
  - Dilekene – 1 000 m
  - Gunung Gogodom
  - Heneowara – 1 009 m
  - Malupang Magiwe – 968 m
  - Sahoo Brani – 1 115 m
  - Tanah Lapang – 1 087 m
  - Telori – 1 065 m